# Bonna de Savoia

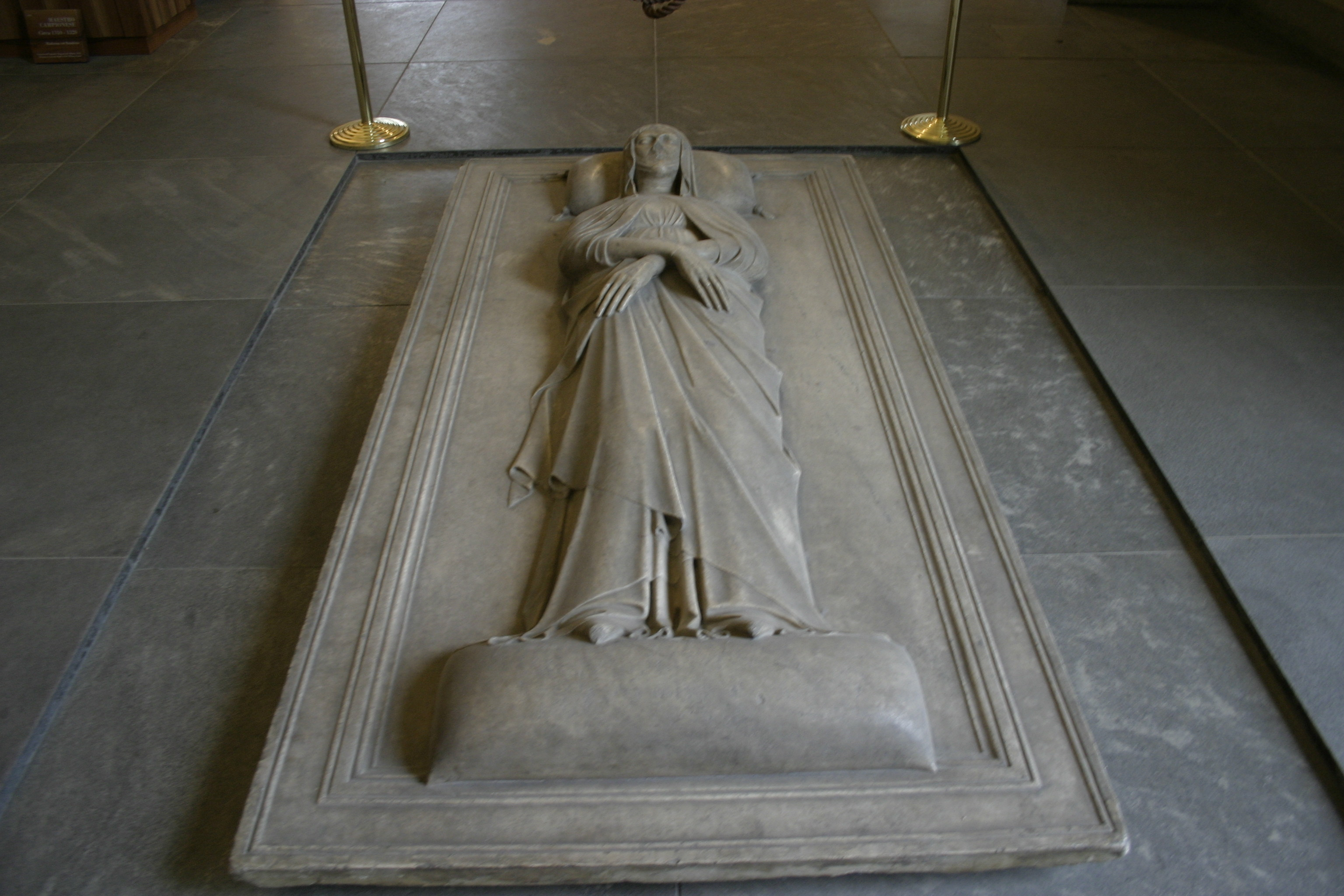
Imatge de la tomba de Bonna de Savoia.

Bonna de Savoia (en italià: Bona di Savoia) (Avigliana, Ducat de Savoia 1449 - Fossano 1503) fou una princesa de Savoia i duquessa consort de Milà.

## Orígens familiars
Va néixer el 10 d'agost de 1449 al Castell d'Avigliana de la ciutat de Tori, en aquells moments capital de Ducat de Savoia, sent una de les filles més petites del duc Lluís I de Savoia i Anna de Lusignan. Fou neta per línia paterna d'Amadeu VIII de Savoia i Maria de Borgonya, i per línia materna de Janus de Xipre i Carlota de Borbó-La Marca. Fou germana dels ducs Amadeu IX i Felip II de Savoia, i germana de Carlota de Savoia.
Morí el 23 de novembre de 1503 a la ciutat de Fossano

## Núpcies i descendents
Es casà el 9 de maig de 1468 a la ciutat de Milà amb el duc Galeàs Maria Sforza. D'aquesta unió nasqueren:
- Joan Galeàs Sforza (1469-1494), duc de Milà
- Ermes Sforza (1470-1503), marquès de Tortona
- Blanca Maria Sforza (1472-1510), casada el 1474 amb Filibert I de Savoia i el 1494 amb Maximilià I del Sacre Imperi Romanogermànic
- Anna Sforza (1473-1497), casada el 1491 amb Alfons I d'Este

## Regència
A la mort del seu marit, ocorreguda el 26 de desembre de 1476, actuà de regent en nom del seu fill Joan Galeàs Sforza, de 7 anys. Nomenà tutor del seu fill Cicco Simonetta, el qual es convertí així mateix en la màxima figura governant del ducat de Milà. Bonna hagué de sofrir les insurgències dels germans del seu marit, especialment de Lluís Maria Sforza, però retingué el poder gràcies al suport de Lluís III de Màntua.
El 1479 fou impossible mantenir a ratlla les insurgències del poble, i Bonna es veié obligada a nomenar Lluís Maria Sforza governador del Ducat, establint aquest noves aliances amb Nàpols, Florència i Ferrara. Així mateix fou Lluís Maria el que planificà el casament del seu nebot Joan Galeàs amb Isabel de Nàpols.
L'octubre de 1480 Bonna perdé qualsevol influència sobre el seu propi fill, i fou reclosa al castell d'Abbiategrasso al Piemont. Si bé pogué retornar a Milà el setembre de 1482, novament el desembre de 1483 fou reclosa a Abbiategrasso acusada de conspiració. A la mort de Joan Galeàs l'octubre de 1494, i l'ascens de Lluís Maria al govern del ducat, Bonna de Savoia s'exilià cap al Ducat de Savoia. El 1500 rebé del seu nebot Filibert II de Savoia un domini a Fossano, on morí el 17 de novembre de 1503.